# Baru (gmina)
Baru – gmina w Rumunii, w okręgu Hunedoara. Obejmuje miejscowości Baru, Livadia, Petros i Valea Lupului. W 2011 roku liczyła 2696 mieszkańców.